# Riječna kornjača
Riječna kornjača (Mauremys rivulata), poznata i kao Kaspijska ili Balkanska kornjača, jedna je od najrjeđih i najugroženijih vrsta gmazova u Hrvatskoj.

## Rasprostranjenost
Hrvatska: Njena je rasprostranjenost u Hrvatskoj ograničena samo na uski priobalni pojas od Pelješca do Prevlake, a postoji velika vjerojatnost o njenom obitavanju i u području Baćinskih jezera. U neposrednoj blizini izvora rijeke Omble, malo je naplavljeno močvarno područje i otočić obrastao močvarnom vegetacijom tršćaka, što predstavlja stanište maloj populaciji riječne kornjače.
Azija:U Aziji je riječna kornjača rasprostranjena u zemljama bivšeg Sovjetskog saveza oko Kaspijskog jezera, te u Iraku, Iranu i Saudijskoj Arabiji. 
Bliski istok: Na Bliskom istoku riječna se kornjača može naći u Izraelu i Siriji. 
Sredozemlje: Na Sredozemlju je Mauremys rivulata rasprostranjena u Turskoj, Bugarskoj, Cipru, Crnoj Gori na predjelu Sutorine te Grčkoj, uključujući Kretu i brojne otoke u Jonskom i Egejskom moru. U Makedoniji se može pronaći oko Đevđelije i Dojrana.

## Izgled
Riječna je kornjača nešto manja od obične barske kornjače. Dužina oklopa je oko 20 cm pa pripada u srednje velike kornjače. Kompletan oklop riječne kornjače je, za razliku od barske, čvrsto spojen. Leđni je dio oklopa blago ispupčen a puno je plići od kopnenih kornjača. Sastoji se od pet centralnih, četiri rebrene i 25 rubnih pločica. Ploča iznad repa je uvijek parna. Karapaks riječne kornjače je tamno zelen ili maslinast i posut žutim prugama. Na srednjem dijelu plastrona nalazi se poveća tamna mrlja, a kod starijih je životinja obično posuta žutim mrljama. Slobodni dijelovi tijela su maslinaste boje i s uzdužnim svijetlim prugama. Pruge i šare na tijelu i oklopu čine vrlo upadljivu osobitost ove vrste prema kojoj se može lako razlikovati od obične barske kornjače. Prsti su pokretljivi i spojeni opnama za plivanje a rep je dugačak i tanak.

## Prirodna staništa
Riječna kornjača naseljava više vrsta vodenih staništa, od brzih planinskih potoka, rijeka i jezera pa do močvarnih staništa, bara, lokvi i kanala. Tolerantna je i prema različitim uvjetima vodenog staništa, pa naseljava i kisela, alkalna ili bočata staništa. Za razliku od barske kornjače riječna može preživjeti i u zagađenim vodama.

## Način života
U sjevernim hladnijim područjima riječne kornjače zimu provode zakopane u mulju na dnu, a mogu hibernirati i u manjim lokvama ako one presuše. Riječna kornjača je prilično oprezna i plaha životinja. Preko dana se obično zadržava u vodi ili se sunča na stijenama u neposrednoj blizini obitavališta, a samo se noću udaljava od vode. Na najmanji znak opasnosti bježi u vodu i skriva se ispod vodenog bilja ili legne na dno. Odlično pliva i roni, a vrlo je hitra i okretna i na suhom tlu. Postavljena na leđa lako se i brzo okrene, što joj omogućuje njen nizak i plitak leđni štit oklopa. Kada je uznemirena ili napadnuta, kao način obrane koristi ispuštanje izuzetno neugodnog mirisa.

## Ishrana
Riječna se kornjača hrani raznovrsnom hranom dostupnom u njenom obitavalištu i u njegovoj neposrednoj blizini. Dok je mlađa glavna hrana su joj alge, mali vodozemci, ličinke kukaca, gliste, male ribe, manje žabe, punoglavci, puževi, školjkaši. Starije jedinke su gotovo isključivo biljojedi.

## Razmnožavanje
Parenje riječnih kornjača se odvija u proljeće, većinom ispod vode, a rijetko i na tlu izvan vode. Pri parenju ženke mogu biti agresivne prema mužjacima i ujedati ih za vrat, a tada i mužjaci postaju agresivniji jedan prema drugom. Nakon parenja ženka će u blizini staništa potražiti povoljno mjesto s mekanom zemljom gdje će izdubiti jamicu u koju polaže 4 - 6 oplođenih jaja dimenzija 25 x 38 mm. Vrijeme inkubacije jaja je od 65 do 75 dana, nakon čega se izlegu male kornjačice. One brzo dolaze do vode gdje nastavljaju živjeti kao i njihovi roditelji. Mladi su prvobitno mesojedi i obično se hrane ličinkama insekata.

## Ugroženost i zaštita
U posljednje je vrijeme uočen problem postupnog smanjivanja brojnosti njenih populacija, posebno na području poluotoka Pelješac u okolici Stona, koji je prema današnjim saznanjima najsjeverniji dio obitavališta ove vrste u Hrvatskoj. Zbog evidentnog smanjivanja broja jedinki u divljim populacijama, vrsta je kritično ugrožena i strogo zaštićena, a u Hrvatskoj se njeno uništavanje kažnjava novčanom kaznom. Najveće opasnosti istrebljenju riječne kornjače predstavljaju gubitak staništa zbog isušivanja vodenih područja, prekomjerna upotreba pesticida i umjetnih gnjojiva. U pojedinim krajevima značajan broj ovih kornjača nastrada i na cestama, a primjerice u arapskoj se medicini jaja riječne kornjače koriste kao lijek za razne bolesti. 
Srećom isto tako se razvija svijest o zaštiti ovih gmazova i povećava se broj značajnih staništa koja se proglašavaju zaštićenim područjima. Jedno od takvih područja su lokve kod Majkova koje bi trebale postati zaštićeni herpetološki rezervat.

## Vanjske poveznice
- SOS za riječne kornjače u Stonskom polju.pdf[neaktivna poveznica]
- Kornjače pred izumiranjem
- Spas Stonske kornjače

### Drugi projekti
|  | Zajednički poslužitelj ima stranicu o temi Riječna kornjača    |
|  | Zajednički poslužitelj ima još gradiva o temi Riječna kornjača |